# Phoenix Rising (album)
Pour les articles homonymes, voir Phoenix Rising.
 (juillet 2023).
Si vous disposez d'ouvrages ou d'articles de référence ou si vous connaissez des sites web de qualité traitant du thème abordé ici, merci de compléter l'article en donnant les références utiles à sa vérifiabilité et en les liant à la section « Notes et références ».
Albums de Deep Purple
History, Hits and Highlights '68–'76
(2009) Live at Montreux 2011
(2011)
Phoenix Rising est un album live CD/DVD de Deep Purple, sorti en mai 2011.

## Description
La vidéo, disponible aux formats DVD et Blu-ray, reprend le contenu de la vidéo Rises Over Japan, filmée lors du concert donné au Nippon budōkan de Tokyo le 15 décembre 1975. Cette vidéo, sortie en 1985, était depuis longtemps épuisée. La vidéo comprend également un documentaire inédit de 80 minutes, Gettin' Tighter, sur la tournée mondiale donnée par Deep Purple en 1975-1976, et des interviews avec les membres du groupe.

## Titres du DVD / Blu-Ray
- Rises Over Japan :

1. Burn
2. Love Child
3. Smoke on the Water
4. You Keep on Moving
5. Highway Star

- Gettin' Tighter: The Untold Story of the 1975/1976 Mk IV World Tour

- Extras :
  - Jakarta, décembre 1975 : interview avec Jon Lord et Glenn Hughes
  - Come Taste the Band - Electronic Press Kit

## Titres du CD / double LP
Les titres 1, 6 et 8 proviennent du concert donné à Long Beach le 27 février 1976 et sont également disponibles sur l'album Live at Long Beach 1976. Les autres titres proviennent du concert donné à Tokyo le 15 décembre 1975 (celui du film Rises Over Japan) et sont également disponibles sur plusieurs albums, dont This Time Around: Live in Tokyo.
1. Burn (Ritchie Blackmore, Coverdale, Hughes, Lord, Paice) – 8:09
2. Gettin' Tighter (Bolin, Hughes) – 15:05
3. Love Child (Bolin, Coverdale) – 4:24
4. Smoke on the Water (Blackmore, Ian Gillan, Roger Glover, Lord, Paice) – 9:30
5. Lazy (Blackmore, Gillan, Glover, Lord, Paice) – 11:50
6. Homeward Strut (Bolin) – 5:44
7. You Keep on Moving (Coverdale, Hughes) – 5:45
8. Stormbringer (Blackmore, Coverdale) – 9:47

## Musiciens
- Tommy Bolin : guitare
- David Coverdale : chant
- Glenn Hughes : basse
- Jon Lord : claviers
- Ian Paice : batterie